# Acevedo (Familienname)
Acevedo ist ein spanischer Familienname.

## Namensträger

### A
- Abraham Acevedo (* 1989), paraguayischer Judoka
- Agustín Acevedo, uruguayischer Schwimmer
- Ainara Acevedo Dudley (* 1991), spanische Fußballschiedsrichterin
- Albert Acevedo (* 1983), chilenischer Fußballspieler
- Álvaro Acevedo (* 1995), uruguayischer Fußballspieler
- Andrés Eduardo Serrano Acevedo (* 1942), venezolanischer Schauspieler, siehe Eduardo Serrano (Schauspieler)
- Ángel Acevedo (* 1949), salvadorianischer Fußballspieler
- Aníbal Acevedo Vilá (* 1962), puerto-ricanischer Politiker und Jurist
- Aníbal Santiago Acevedo (* 1971), puerto-ricanischer Boxer
- Antonio Sánchez Acevedo (1897–1976), mexikanischer Diplomat

### C
- Carlos Acevedo (Fußballspieler, 1955), uruguayischer Fußballspieler
- Carlos Acevedo (Fußballspieler, 1996), mexikanischer Fußballtorhüter

### D
- David Acevedo (* 1937), argentinischer Fußballspieler

### E
- Eduardo Acevedo Álvarez (1893–1967), uruguayischer Anwalt und Politiker
- Eduardo Acevedo Díaz (1851–1921), uruguayischer Schriftsteller und Politiker
- Eduardo Acevedo Maturana (1815–1863), uruguayischer Anwalt und Politiker
- Eduardo Acevedo Vásquez (1857–1948), uruguayischer Anwalt und Politiker
- Eduardo Blanco Acevedo (1884–1971), uruguayischer Mediziner und Politiker
- Eduardo Mario Acevedo (* 1959), uruguayischer Fußballspieler und -trainer
- Elizabeth Acevedo, dominikanisch-US-amerikanische Schriftstellerin
- Emilio Acevedo (1880–1938), spanischer Komponist und Dirigent
- Eyne Acevedo (* 1970), kolumbianischer Gewichtheber

### F
- Fabio Acevedo (* 1949), kolumbianischer Radrennfahrer
- Fernando Acevedo (* 1946), peruanischer Leichtathlet

### G
- Gaspar de Zúñiga y Acevedo († 1606), Vizekönig von Neuspanien und Peru
- Gerson Acevedo (* 1988), chilenischer Fußballspieler
- Ginette Acevedo (* 1942), chilenische Sängerin
- Guillermo Soberón Acevedo (1925–2020), mexikanischer Mediziner, Biologe, Politiker und Hochschullehrer

### H
- Héctor Javier Pizarro Acevedo (* 1951), kolumbianischer Ordensgeistlicher, Apostolischer Vikar von Trinidad

### I
- Isaías Cabezón Acevedo (1891–1963), chilenischer Maler, siehe Isaías Cabezón
- Isidoro Acevedo (1867–1952), spanischer Politiker und Historiker

### J
- Jackie Acevedo (* 1987), mexikanisch-US-amerikanische Fußballspielerin
- Janier Acevedo (* 1985), kolumbianischer Radrennfahrer
- Javier Acevedo (* 1998), kanadischer Schwimmer
- Jerónimo Saavedra Acevedo (1936–2023), spanischer Politiker
- Jorge Luis Acevedo Vargas (* 1943), costa-ricanischer Musikethnologe, Sänger (Bariton), Komponist und Chorleiter
- José Acevedo (Fußballspieler) (* 1985), chilenischer Fußballspieler
- José Acevedo (Leichtathlet) (* 1986), venezolanischer Leichtathlet
- Juan Acevedo Pavez (1914–2010), chilenischer Politiker
- Juan Hernández Acevedo (1863–1894), mexikanischer Komponist und Flötist

### K
- Kirk Acevedo (* 1971), US-amerikanischer Schauspieler

### L
- Luis Acevedo (Fußballspieler, 1943) (Luis Bernardo Acevedo Andrade; 1943–1974), chilenischer Politiker
- Luis Acevedo (Fußballspieler, 1944) (Luis Enrique Acevedo Vargas; 1944–1996), chilenischer Fußballspieler
- Luis Acevedo (Fußballspieler, 1996) (Luis Miguel Acevedo Tabárez; * 1996), uruguayischer Fußballspieler

### M
- Maximiliano Teodoro Iglesias Acevedo (* 1991), spanischer Schauspieler, siehe Maxi Iglesias
- Medardo Guido Acevedo (1912–2007), costa-ricanischer Songwriter, Dichter, Komponist, Musikpädagoge und Volkskundler
- Mirta Acevedo (* 1933), uruguayische Rundfunkmoderatorin
- Myriam Acevedo († 2013), kubanische Schauspielerin

### N
- Nicolás Acevedo (Volleyballspieler), uruguayischer Volleyballspieler
- Nicolás Acevedo (Fußballspieler) (* 1999), uruguayischer Fußballspieler
- Nicolás Acevedo (Tennisspieler) (* 1999), chilenischer Tennisspieler
- Nicole Acevedo (* 1994), kolumbianische Rugbyspielerin

### O
- Óscar Acevedo (* 1997), nicaraguanischer Fußballspieler

### P
- Paola Acevedo (* 1997), puerto-ricanische Judoka
- Pascual Acevedo (* 1999), uruguayischer Leichtathlet
- Pedro Acevedo (Fußballspieler, I), ecuadorianischer Fußballspieler
- Pedro Acevedo (Fußballspieler, 1973) (* 1973), chilenischer Fußballspieler
- Pedro Acevedo-Rodríguez (* 1954), puerto-ricanischer Botaniker
- Pedro Acevedo Tejada (1800–1827), kolumbianischer politischer Schriftsteller
- Pedro Canel Acevedo (1763–1840), spanischer Jurist, Archäologe und Schriftsteller
- Pedro González Acevedo, römisch-katholischer Priester im 16. Jh. und Bischof von Orense und Placensia
- Pedro Pablo de Acevedo (1522–1573), spanischer Jesuit, Humanist und Dramatiker
- Pedro Henriquez de Acevedo (1560–1610), spanischer General und Staatsmann
- Placido Acevedo (1904–1974), puerto-ricanischer Trompeter, Orchesterleiter und Komponist

### R
- Rafael Acevedo (* 1954/1957), kolumbianischer Radrennfahrer
- Raymond Acevedo (* 1971), puerto-ricanischer Popmusiker, Sänger, Schauspieler und Visual Artist
- Remigio Acevedo Gajardo (1863–1911), chilenischer Organist und Komponist
- Remigio Acevedo Raposo (1896–1951), chilenischer Komponist
- Rodney Elpidio Acevedo (* 1935), paraguayischer Politiker, Jurist und Diplomat
- Román Acevedo Rojas (1908–1994), mexikanischer Geistlicher, Weihbischof in Morelia

### S
- Sharon Acevedo (* 1993), kolumbianische Rugbyspielerin
- Sofía Acevedo (* 2001), argentinische Basketballspielerin

### W
- Walter Acevedo (* 1986), argentinischer Fußballspieler

### V
- Victoria Acevedo (* 1999), mexikanische Fußballspielerin

### X
- Xiomara Acevedo, kolumbianische Klimaschützerin und Gründerin

### Y
- Yareli Acevedo (* 2001), mexikanische Radsportlerin